# Sal Abruscato
Sal Abruscato (né le 18 juillet 1970) est l'ancien batteur du groupe Type O Negative et actuel membre de Life of Agony et de Supermassiv. En dehors de son activité musicale, Abrusco a aussi ouvert un magasin de motos, Ozone Kustom Worx. Il est également le leader, guitariste et chanteur du groupe de metal gothique A Pale Horse Named Death qui en 2011 a sorti son premier album And Hell Will Follow Me. Un deuxième album Lay My Soul To Waste est paru en 2013 et le 16 février 2014, le groupe a donné un concert à La Boule noire (Paris). Sal Abruscato a annoncé fin 2017 qu'il quittait, en toute amitié, le groupe Life of Agony, dont il était le batteur et annoncé qu'il enregistrait un troisième album avec son groupe A Pale Horse Named Death.